# Vườn quốc gia Carrai
Vườn quốc gia Carrai là một vườn quốc gia ở bang New South Wales, Úc, cách thành phố Sydney 347 km về phía bắc.
Vườn quốc gia này rộng 113,97 km² và được thành lập ngày 1.1.1999.